# Тихонов, Владимир Михайлович
Влади́мир Миха́йлович Ти́хонов (кор. 박노자, Пак Ноджа; род. 5 февраля 1973, Ленинград) — российский, затем норвежский востоковед, публицист, кореевед, переводчик. Кандидат исторических наук, профессор, участник левого движения в Южной Корее.

## Биография
Родился в Ленинграде в еврейской семье. В 1994 году (в возрасте 21 года) окончил «корейское отделение» кафедры истории стран Дальнего Востока Восточного факультета СПбГУ. В октябре 1996 года защитил кандидатскую диссертацию (по древнекорейской теме: «История каяских протогосударств со второй половины V в. по 562 г.») в институте стран Азии и Африки при МГУ.
Окончив Петербургский университет, по профессиональным соображениям был вынужден вскоре уехать в Москву. В 1996—1997 годах работал преподавателем в МГЛУ и РГГУ. В 1997 году женился на южно-корейской гражданке, затем пять лет жил и работал в Республике Корее (в 1997—2000 годах преподавал в Сеульском университете Кёнхи), с 2001 года — стал гражданином Южной Кореи, получив имя Пак Ноджа (или Пак Ночжа). Главная сфера профессиональных интересов профессора Тихонова — китайский и корейский (отчасти, индийский) буддизм, а также история идеологии Южной Кореи и социальный дарвинизм в Восточной Азии.
В 2000 году Тихонов вместе с семьёй переселился в столицу Норвегии, где с тех пор преподаёт в Университете Осло (гуманитарный факультет, адъюнкт-доцент отделения восточноевропейских и восточных исследований). Его специализация как педагога — история Кореи, Китая и других стран Восточной Азии, а также история буддизма, индуизма, конфуцианства и других традиционных религиозно-мифологических систем. Одновременно читает ежегодные курсы лекций в различных вузах Южной Кореи (в основном, по новой и новейшей истории Китая и Кореи) и эпизодически — также в alma mater, на восточном факультете СПбГУ.
С 2004 года Владимир Тихонов входит в редакционные коллегии научного альманаха «Российское корееведение» и корейского англоязычного буддологического журнала «International Journal of Buddhist Thought and Culture», а также общественно-политических и культурологических журналов «Аутсайдер» и «Танъдэ Пипхён».

## Научная деятельность
Сфера научных интересов Тихонова очень широка: от древнейшего корееведения и индологии — до социологии и политологии наших дней. Прежде всего, это история Силла и Кая; история корейского буддизма и древнекорейского шаманизма. Кроме того, Тихонов активно изучает историю политических движений и идей в новейшей Корее, а также более широко — национализм на Востоке. Участвовал с докладами более чем в 70 международных научных конференциях, является действительным членом шести международных научных обществ, а также членом Совета директоров «International Association for Korean Language Education» (IAKLE).
Тихонов занимает активную политическую позицию и интересуется всеми социально-историческими процессами современности. Не скрывающий своих левых взглядов, коммунист-максималист, Тихонов с 2000 года участвовал сначала в работе корейской Демократической рабочей партии (КДРП) (в основном как лектор, агитатор и публицист), а также регулярно печатался в партийной газете «Чинбо чончхи» («Прогрессивная политика») и научно-теоретическом журнале КДРП «Ирон ква сильчхон» («Теория и практика»), неизменно выступая с левых, классово определённых позиций. Это обстоятельство не замедлило сказаться в 2008 году, во время исторического раскола КДРП на две платформы: националистическую и социалистическую. Тихонов примкнул к последней (к её левому крылу), а в 2011 году вступил в созданную на её базе Новую прогрессивную партию Кореи (НППК), ныне носящую название Рабочей партии.
На парламентских выборах 2012 года Пак Ночжа был выдвинут кандидатом в депутаты от НППК. Комментируя свой поступок, Тихонов подчеркнул, что его задача в данном случае не личная, а сугубо партийная и идеологическая: «В Корее политическая демократизация в определённой степени произошла, однако не хватает социальной демократизации. Изменить это положение может только партия левой ориентации».
В течение почти пятнадцати лет (1999—2012) Тихонов работал колумнистом леволиберальной южнокорейской газеты «Хангёре», где вёл историко-политическую колонку просветительского направления.
Кроме политической активности, Тихонов также проявляет активность как пишущий автор: не только научный, но также публицистический и политический. Ему принадлежит более пятнадцати изданных книг на корейском языке, большинство из которых посвящено критике капитализма вообще и, прежде всего, буржуазной идеологии, в том числе и националистической. Чаще всего классовая критика Тихонова основывается на конкретном корейском материале последнего полувека .

Режим государственного террора по отношению к инакомыслящим — под ширмой «противостояния с Севером» — один из важных элементов сохранения «стабильности» в обществе сверх’эксплуатации и насилия, каковым является на сегодняшний день Южная Корея. Только вот из российской прессы вы об этом точно не узнаете. Да и из западной, по большому счёту, — тоже.
— В. Тихонов. Демократия с южнокорейской спецификой
Несколько работ чисто просветительского характера Тихонов посвятил истории, культуре и современности России — в изложении, специальным образом адаптированном для корейцев. Такова, например, его книга «Империя Белой Маски» (издательство «Хангёре Синмун», Сеул, 2003).
Также Тихонов известен в качестве автора нескольких научных монографий по истории Восточной Азии, но уже в ином направлении — для европейской аудитории (на английском и норвежском языках), а кроме того с удовольствием переводит корейскую поэзию и буддийские философские тексты (также на английский и норвежский языки), иногда выступая также с телевизионными лекциями на темы восточной литературы и философии.
На русском языке изданы две книги Владимира Тихонова. Это написанная по следам диссертации «История каяских протогосударств (вторая половина V в. — 562 г.)» (Москва, 1998) и двухтомная «История Кореи» (СПб., 2011). Последняя написана в соавторстве с Кан Мангилем, южнокорейским марксистским историком.
Кроме научной, научно-политической, политической и чисто партийной деятельности, Тихонов интересуется искусством, тоже принципиально «левым», «идеологическим», жёстким и нонконформистским. Так, ещё в середине 1990-х годов он (совместно со своей женой, скрипачкой Бек Мён Джон) принял участие в проекте издания романа «Скрябин как лицо», с автором которого нашёл общий язык на основе максималистских, эксцентричных взглядов на историю, литературу и политику. Тихонов оценил этот роман как своеобразный идеологический прецедент, нечто вроде «внутренней биографии», взрывающей традиции и стереотипы, — «вещь практически неизвестную в русской и мировой литературе» и «совершенно новую по жанру»:96, а её автора определил как родственного себе «композитора-иконоборца» и «Творца музыки освобождения»:100.

Здесь весь характер Ханона, необычного (не)-композитора, никому не подчиняющегося, не сгибающегося ни перед обществом, ни перед «академическими приличиями». Он не втирается в «важные» тусовки, ибо для него существует лишь его личная, особенная музыка. Его можно назвать «анархистом от музыки», но в качестве анархиста он ближе не к князю Кропоткину, отрицавшему лишь государственную власть, а скорее Чжан Бинлиню (1869—1936), «даосу в анархизме», считавшему, что человечество должно вообще перевоплотиться в новый, более развитый вид, который не будет нуждаться во власти в принципе":97.
— В. Тихонов. Он смеётся над музыкальными кликами
В этом лаконичном портрете музыканта и писателя, нарисованном рукой профессора востоковедения, как в зеркале виден, прежде всего, сам автор: возмутитель спокойствия, марксист и активист южно-корейского левого движения, Пак Ночжа.

## Публикации

### Книги
- «История каяских протогосударств» (вторая половина V в. по 562 г.) / МЦК МГУ. — М.: Вост. лит., 1998. — 256 с.
- «История Кореи». т.1 (с древнейших времен до 1876 г.). — М.: Муравей, 2003. — 461 с., ил.
- 당신들의 대한 민국 («Ваша Республика Корея»). — 서울: 한겨레 신문사, 2001 г. — 301 с.
- 우승 優勝 열패劣敗의 신화 («Миф о выживании сильнейших»). — 서울: 한겨레 신문사, 2005. — 512 с.
- 당신들의 대한 민국 02 («Ваша Республика Корея». ч.2). — 서울: 한겨레 출판, 2006. — 319 с.
- 나를 배반한 역사 («История, предавшая индивидуальность»). — 서울: 인물과 사상사, 2003. — 354 с.
- 우리 역사 최전선(«Передний край нашей истории»). — 서울: 푸른 역사, 2003. — 379 с. (허동현 공저).

### Переводы
С корейского на русский:
- Ли Мунёль. «Золотая птица Гаруда»; Пак Кённи. Эпоха неверия // Золотая птица Гаруда. Рассказы современных корейских писателей. — СПб.: Петерб. востоковедение, 1994. (совм. с др.). (Современная проза Востока).
- Лим Чхору. «Отцовская земля»; Юн Хынгиль. Сезон дождей; Ким Сынок. Сеул, 1964 г. // Сезон дождей. Рассказы современных корейских писателей. — СПб.: Петерб. востоковедение, 1995.
- Син Хёнсик. «Историография истории Кореи. Южный и северный подходы». — Сеул: Синаса, 1998.

Перевод на корейский:
- 볼코프. 한국고대불교사 [Волков С. В. «Ранняя история буддизма в Корее» (сангха и государство)]. — 서울 대학교 출판부, 1998. — 226 с.

### Статьи
- 新羅 景文王의 儒佛仙融和政 («Религиозная политика Кёнмун-вана» (861—875) — конфуцианско-буддийско-даосский синтез) // 아시아문화 (Асиа мунхва). 제12호. — 서울, 1996. С. 43—67.
- «The ‘Chosen People’ Concept of Silla’s Ruling Class of 6th −7th Centuries» // Major Issues in History of Korean Culture. Proceedings of the 3rd Intl. Conf. on Korean Studies. — M.: MSU, 1997. pp. 47–50.
- «Hwarang Organizations: Its Functions and Ethics» // Korea Journal. Vol. 38. — Seoul, 1998, № 2. Pр. 318—339.
- 19世紀後半 韓人의 露領 移民의 初期 段階 («Ранний этап переселения корейцев на российской территории во второй половине XIX в.») // 전주사학 (Чонджу сахак). 제6호. — 전주: 전주 대학교 사학과, 1998. С. 167—176.
- The World of Deities and the Power of the Sovereign: State, Buddhism, and Local Cults of the 6th — 7th Centuries // «Корея. Сборник статей к 80-летию со дня рождения проф. М. Н. Пака». — М., 1998. С. 194—213.
- 러시아에서의 한국사 연구의 현황 («Современное состояние исследований по истории Кореи в России») // 민족문화 (Минджок мунхва). 제9호. — 서울: 한성대학교, 1998. С. 35—47.
- 日本書紀 所載의 伽倻 關係 一部 記事의 基礎的 檢討 (— Базовый анализ некоторых сообщений о Кая из «Нихон сёки») // Korean Studies in the Information Age of the 21st Century. — Sŏngnam, 1998. Pр. 319—340. (на кор. яз.).
- Жизнеописание монаха Хёнгвана в «Сун гао сэн чжуань» // Российское корееведение. Альманах. Вып. 1. — М.: Муравей, 1999. С. 146—157.
- «Epigraphical Sources on the Official Ideology of Unified Silla» // 한국사 학보 (Хангукса хакпо). 제 8호. — 서울, 2000.С. 9—46.
- «Институт пу в раннем Силла» (I—V вв.) // Российское корееведение. Альманах. Вып. 2. — М.: Муравей, 2001. С. 23—61.
- Пер. в разд. «Биографии»: кн. 41-43; Коммент. С. 279—294 // «Ким Бусик. Самгук саги». т. 3. Разные описания. Биографии. Изд. текста, перевод, вступительная статья, комментарии, приложения под общ. ред. М. Н. Пака и Л. Р. Концевича. — М.: Вост. лит., 2002. (Памятники литературы народов Востока. Большая сер. I, 3).
- «The First Stages of Lee Tongin’s Сareer (1878—1880): the Forerunner of Dependent Development?» // Sungkyun Journal of East Asian Studies. Vol. 2. — Seoul, 2002.2, № 1. Pр. 210—233.
- «Social Darwinism in Korea and its Influence on Early Modern Korean Buddhism» // International Journal of Korean History. Vol. 2. — Seoul, 2002. Pр. 65—85.
- «The Experience of Importing and Translating» a Semantic System: ‘Civilization’, ‘West’, and ‘Russia’ in the English and Korean Editions of «The Independent» // 한국 민족 운동사 연구 (Хангук минджок ундонса ёнгу). 제 32호. — 서울, 2002. С. 57—99.
- Did They «Sell the Sect and Change the Patriarchs»? Korean Buddhist Pro-Japanese Collaboration (1877—1905) and its Modern Critics // Papers of the British Association for Korean Studies (London). 2003, № 8. pp. 85–105.
- «Menaces of a Success?» Views on Japan in the «Enlightenment» Movement Publications of the 1900s // Proceedings of the 21st AKSE Conference. — Frascati, 2003. pp. 217–223.
- Фрагменты из «Карак-кук Ки» (к вопросу о «северном» и «южном» компонентах в этногенезе корейцев) // Российское корееведение. Альманах. Вып. 3. — М., 2003. С. 85—99.
- «Блеск и нищета умеренных реформ: корейская монархия в 1899—1904 гг.» // Вестник ЦКИ ДВГУ. № 2 (5). Современные корееведческие исследования в ДВГУ. Вып. 2. — Владивосток, 2003. С. 156—167.
- 21세기의 한국 사학의 방향 모색 («Поиски направления для кор. ист. науки XXI века») // International Korean Studies Conference in Celebration of Aju University’s 30th Anniversary. Proceedings. — Suwon (ROK), 2003; То же, доп., испр. // 한국 민족 운동사 연구 («Хангук минджок ундонса ёнгу»). 제 37호. — 서울, 2003. С. 387—415.
- О переводе «Прекрасной песни» Ли Ока // Российское корееведение. Альманах. Вып. 4. — М., 2004. С. 243—245.
- О книге Т. В. Габрусенко «Эти непонятные корейцы». Точка зрения // Там же. С. 337—343.
- Hanen har galt Helten har gjort alt han maatte gjoere («Петух пропел — герой совершил всё, что должно»). Антология переводов кор. поэзии на норвежский язык. — Oslo: Aschehoug & Co, 2004. — 159 с. (совместно с Э. Киттелсеном).
- Koreansk (Корейский язык) // Standardspråk underveis — Historien til åtte orientalske og østeuropeiske språk («Стандартные формы языка в становлении — истории восьми восточных и восточноевропейских языков»). — Oslo: Unipub forlag, 2004. С. 201—221.
- «The Japanese Missionaries and Their Impact on Korean Buddhist Developments (1876—1910)» // International Journal of Buddhist Thought and Culture. Vol. 4. — Seoul: Dongguk Univ., 2004. pp. 7–49.

## Комментарии
1. ↑  Первое имя (Пак) означает, что Тихонов ещё до получения гражданства был принят в традиционный клан Паков, крупнейший в Корее, второе имя собственное Ноджа (или Ночжа), имеет два варианта произнесения и написания в зависимости от транскрипции (китайской или корейской).
2. ↑  Особенно показательно, что любимым музыкальным произведением Тихонова является{{подст:АИ}} «Левый марш» Ханса Эйслера на стихи Маяковского (в немецком переводе Гуго Гупперта) — непревзойдённым исполнителем которого он считает немецкого актёра Эрнста Буша.

### Сноски
1. ↑  Tichonov, Vladimir Michajlovič // Чешская национальная авторитетная база данных
2. 1 2  Научно-просветительский журнал «Скепсис»: Владимир Тихонов. Дата обращения: 15 июля 2013. Архивировано 7 августа 2013 года.
3. 1 2 3  Российская Ассоциация Университетского Корееведения: Тихонов Владимир Михайлович. Дата обращения: 7 мая 2018. Архивировано 7 мая 2018 года.
4. 1 2 3 4  Владимир Тихонов: Фронт национального освобождения Южной Кореи. Дата обращения: 2 декабря 2013. Архивировано 3 декабря 2013 года.
5. 1 2  «Корё Сарам». Петербуржец хочет стать депутатом парламента в Южной Корее (недоступная ссылка)
6. ↑  Юрий Ханон. первая // «Скрябин как лицо». — СПб.: Центр Средней Музыки & Лики России, 1995. — Т. 1. — С. 653. — 680 с. — 3000 экз. — ISBN 5-87417-026-X. Архивировано 9 апреля 2018 года.
7. 1 2 3  Владимир Тихонов (Пак Ноджа). «Империя белой маски». — Сеул: «Хангёре Синмун», 2003. — 314 с. — ISBN 978-89-8431-109-1.